# Kanaal (waterweg)

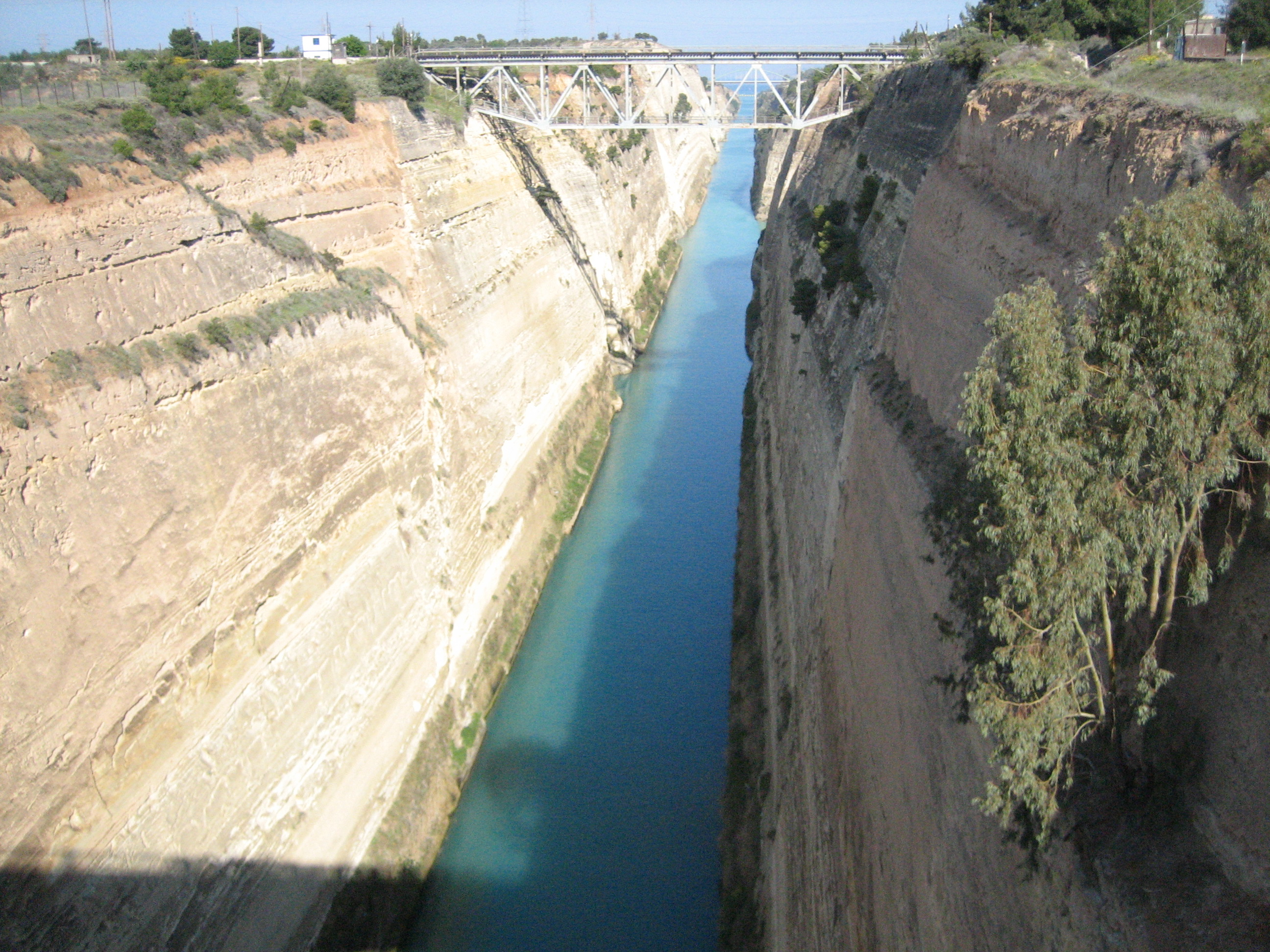
Het Kanaal van Korinthe in Griekenland

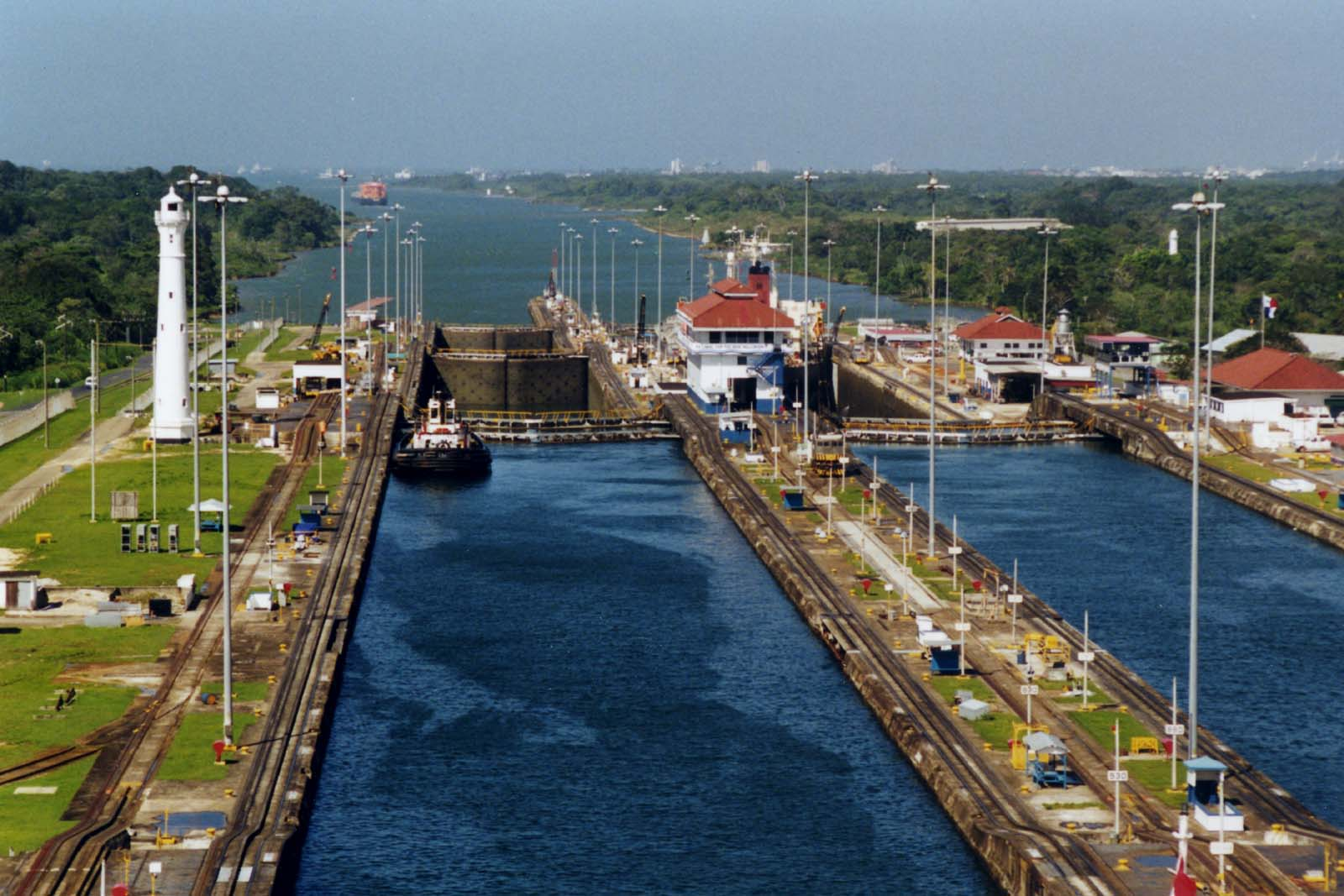
De Gatúnsluis van het Panamakanaal

Een kanaal is een waterloop die, geheel of in grote mate, tot stand is gebracht door het ingrijpen van de mens. Bekende kanalen zijn het Suezkanaal in Egypte en het Panamakanaal in Centraal-Amerika.

## Geschiedenis
Tot ±1850 was het vervoer over water altijd goedkoper en vaak ook sneller dan over land. Dat kwam doordat vaartuigen grotere ladingen konden vervoeren dan karren en doordat de onverharde wegen moeilijk begaanbaar waren. De voorlopers van de kanalen waren grachten ter irrigatie, die al bestonden in Soemer en het oude Egypte. In het oude China "van de Strijdende Staten" (±500–±300 voor Chr.) begon men voor het eerst scheepvaartkanalen te graven, wanneer het opstuwen, verdiepen of verbreden van de rivieren niet langer volstond. Door aaneensluiting van zulke kanalen zou later het Grote Kanaal ontstaan. Het grootste Europese kanaal in de klassieke oudheid lag in de zeehaven Portus.
Omstreeks 1000 werd in China het principe van de schutkolk bedacht, waarmee de sluis geboren was. In Europa geldt de sluis van Vreeswijk (1373) als één der eerst vermelde sluizen. In de Povlakte, Holland en Vlaanderen werd de waterbouwkunde, onder impuls van de handel en de inpoldering, verder geperfectioneerd.
Vanaf 1251 werd de Lieve gegraven, het oudste kanaal van Vlaanderen.
De bloeiperiode van de Europese kanalen brak aan in de 17e en 18e eeuw, toen diverse landen streefden naar een bevordering van hun interne handel. Grote projecten waren de Fossa Eugeniana in de Lage Landen en het canal du Midi in het koninkrijk Frankrijk. Ook in de 19e eeuw werden lange kanalen gegraven, met in de Nederlanden het grand Canal du Nord en de Zuid-Willemsvaart. Toch bracht de concurrentie van de goedkopere en snellere spoorwegen al gauw de rendabiliteit van nieuwe kanalen in gevaar.
Vóór de Industriële revolutie volstonden kanalen met een maximale breedte van 10 m en een maximale tonnenmaat van 200 ton. De binnenvaartboten moesten meestal vanaf de kant getrokken worden door mens of paard, vandaar de benaming "trekschuit". Om die reden werden op beide kanaaloevers jaagpaden aangelegd. Omstreeks 1850 deden de stoomboten hun intrede, voor het vervoer van zowel goederen als passagiers. De eerste stoomboten werden ingezet om barges te trekken of te duwen. Dankzij de motorisering nam de meest voorkomende tonnenmaat op de Nederlands-Belgische kanalen toe tot 600 ton (type Kempenaar).
Vanaf 1900 werden de motoren snel krachtiger en de schepen groter. Na de Tweede Wereldoorlog ontstond het transport van goederen in de vorm van containers. Dit medium haalde het vervoer van grote vrachten en over grote afstanden terug naar de waterwegen. O.a. het Amsterdam-Rijnkanaal en het Albertkanaal zijn aangepast (op vlak van o.m. diepte, doorvaarthoogte, uitlijning van bochten en bescherming tegen golfslag) om de nieuw ontstane duwvaart aan te kunnen.

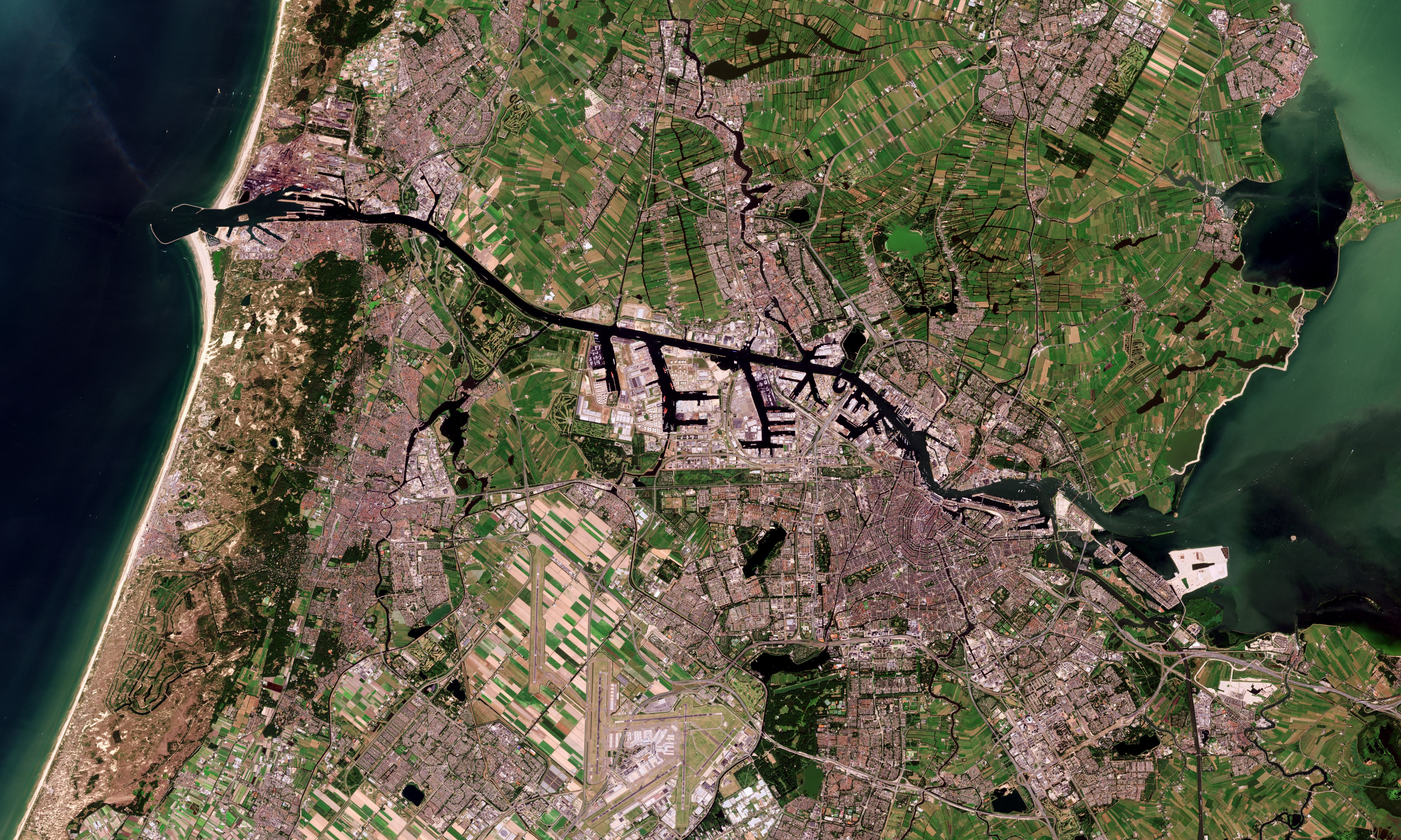
Luchtfoto van het Noordzeekanaal
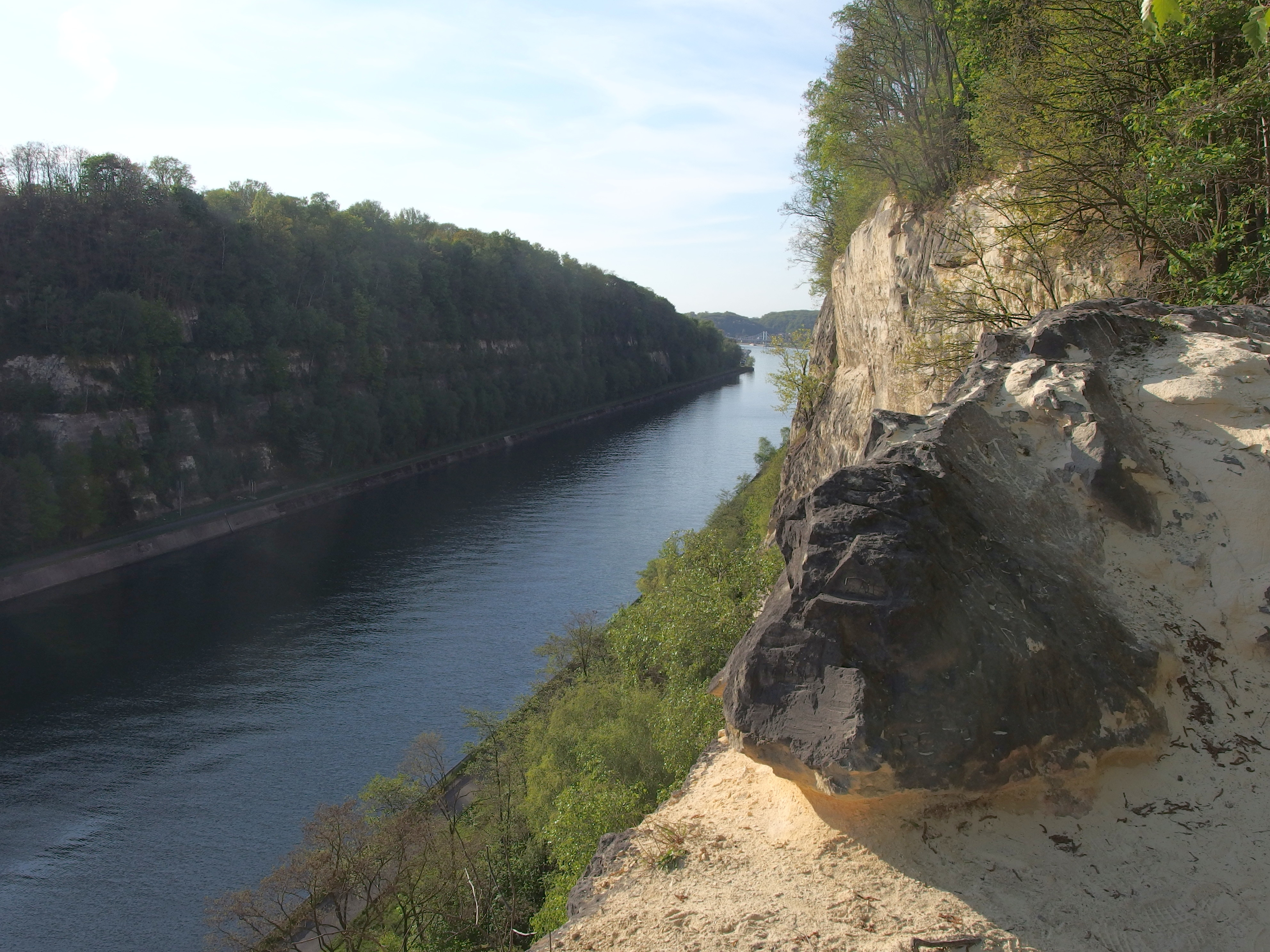
De Doorsteek van Caestert van het Albertkanaal doorsnijdt het Plateau van Caestert
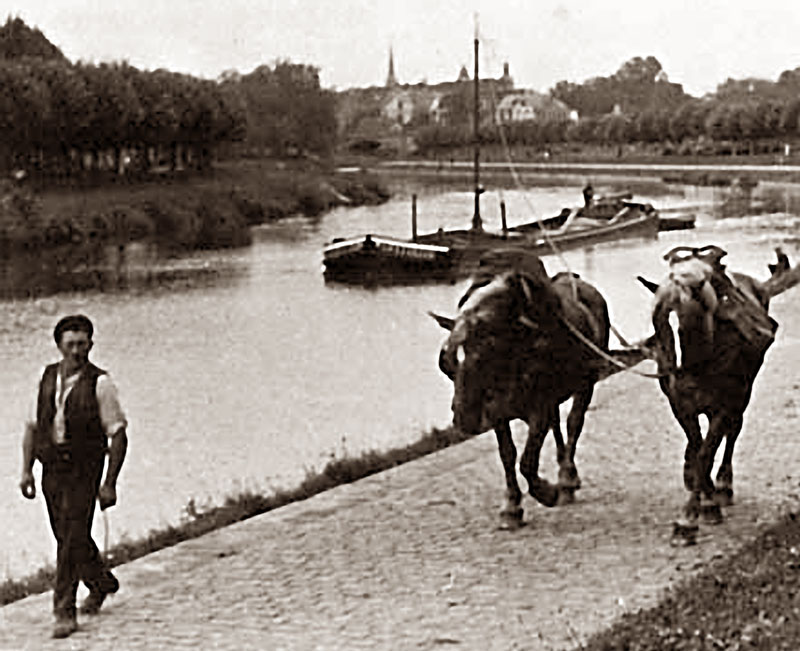
Een jaagpad in gebruik
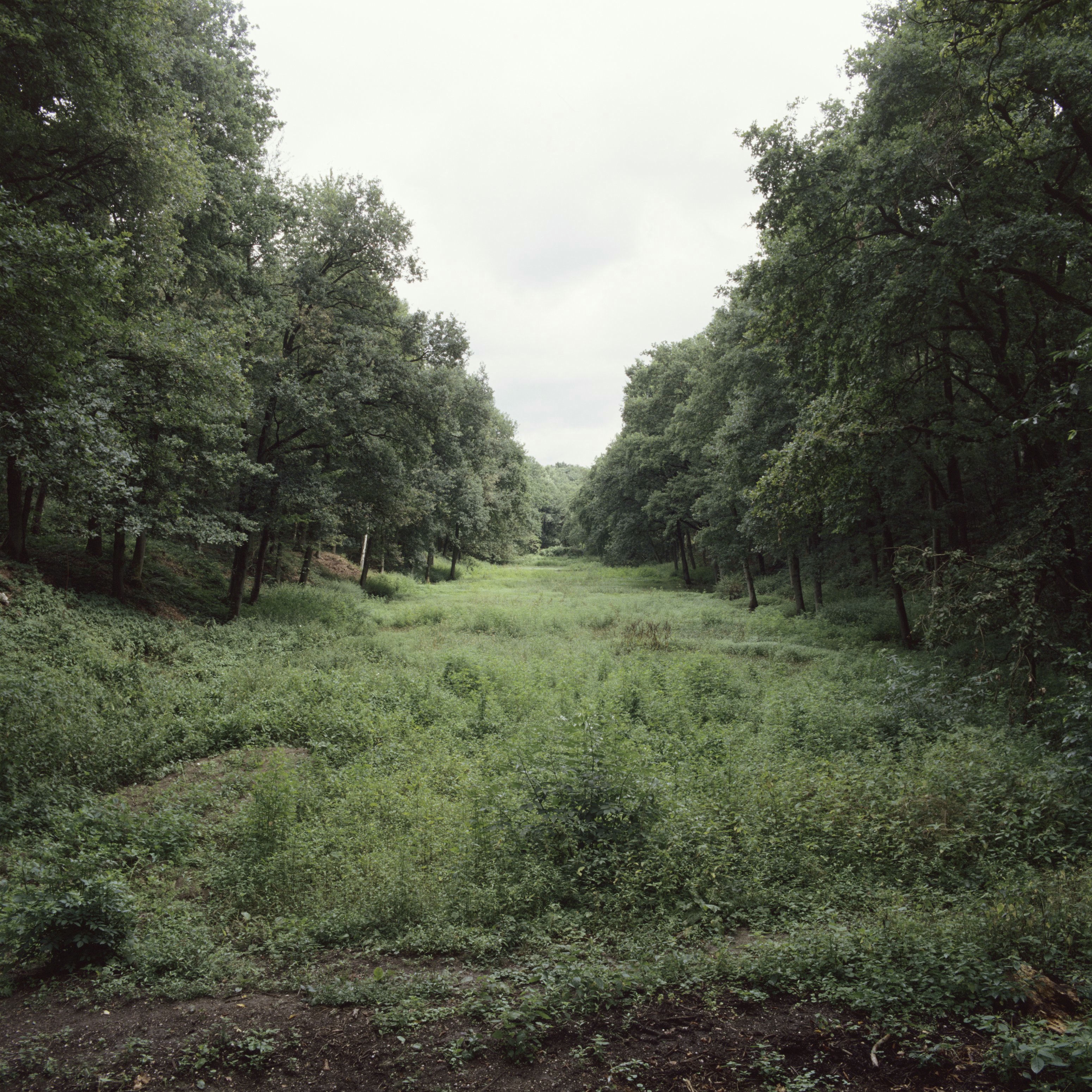
Restanten van de nooit voltooide Fossa Eugeniana bij Venlo

## Soorten kanalen
Kanalen kunnen meerdere functies vervullen.

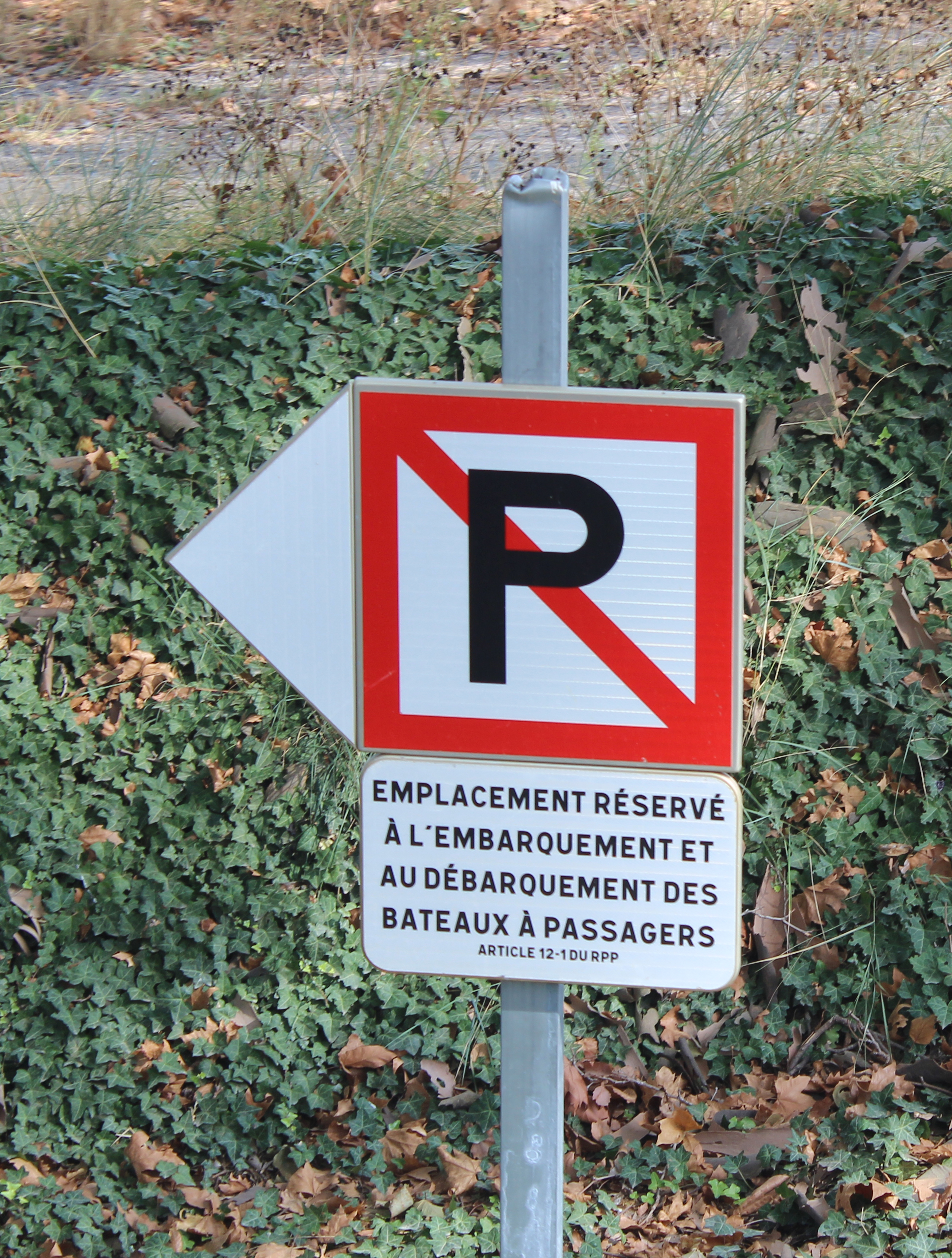
Verkeersbord langs een kanaal. Let wel - In sommige landen zijn de vaarwegborden vierkant

- Een kanaal is in de eerste plaats een scheepvaartroute. Typische scheepvaartkanalen verbeteren de ontsluiting van steden (bijv. het Zeekanaal Brussel-Schelde ten bate van Brussel) of bulk producerende regio's (bijv. het Rijn-Hernekanaal ten bate van het Ruhrgebied).
- De irrigatiekanalen voeren water aan, zodat droge gebieden in cultuur gebracht kunnen worden. Een voorbeeld is het Kanaal Bocholt-Herentals, van waaruit uitgestrekte vloeiweiden in de Kempen gecultiveerd zijn.
- Ook een voedingskanaal voert water aan, maar met het specifieke nut om een ander kanaal op peil te houden. Het woord "voeding" wordt hier gebruikt in de betekenis van "bevoorrading (van water)". Het Voedingskanaal in Maastricht, bijvoorbeeld, voorziet de Zuid-Willemsvaart van water uit de Maas.
- Een uitwateringskanaal voert water af uit de grachten in een waterrijk gebied. Vaak gaat het hier om polders, o.m. in Noord-Holland en in Veurne-Ambacht. Terwijl de Belgische polders op natuurlijke wijze leeglopen (zie sluizencomplex Ganzenpoot), maakt men in Nederland gebruik van de bekende poldermolens en gemalen.
- Een afleidingskanaal zorgt eveneens voor de afvoer van overtollig water, in dit geval afkomstig uit een rivier. Afleidingskanalen worden gegraven om rivieren te ontlasten of om rivierbeddingen in stedelijke gebieden te kunnen dempen. Het Schipdonkkanaal "leidt de Leie af", zodat Gent gevrijwaard wordt in geval van hoogwater.
- Een kanaal vormt ook een fysieke barrière. Om die reden zijn veel kanalen gegraven vanuit een militair oogpunt, denke men onder meer aan de Antitankgracht die Antwerpen moest beschermen tegen aanvallen vanuit het oosten en het noorden.

### Verloop
Ook op vlak van het horizontale en verticale traject dat de ingenieurs uittekenden, bestaat er een indeling:
- Een lateraal kanaal loopt parallel aan een rivier (Lat. latus betekent "zijkant"). Het Julianakanaal vormt bijvoorbeeld een alternatief voor de Grensmaas, die vanwege haar vele meanders en snel wisselend waterpeil niet geschikt is voor grote schepen.
- Een verbindingskanaal blijft niet binnen één rivierdal, maar kruist de waterscheiding naar een ander rivierbekken. We onderscheiden:
  - Het afleidingkanaal, met een lengteprofiel dat enkel afdaalt. Dit betekent echter dat de waterscheiding doorsneden moet worden. Het Albertkanaal vereiste bijvoorbeeld een doorsteek van de col d'Eygenbilsen, op de scheiding tussen Maas en Schelde. Het lengteprofiel, in combinatie met o.m. het versassen van schepen en het doorsijpelen van kanaalwater, veroorzaakt een afleiding van rivierwater. Zo leidt het Albertkanaal water uit de Maas (Luik) weg naar de Schelde (Antwerpen).
  - Het kruinpandkanaal, met een lengteprofiel dat aan weerszijden oploopt. In plaats van constant te dalen wordt rekening gehouden met het reliëf: het kanaal klimt in de richting van de waterscheiding, daarna daalt het weer af. Het hoogste pand of "kruinpand" ligt altijd ter hoogte van een waterscheiding. Vaak is er op grote hoogte weinig water beschikbaar, waardoor men het kanaalwater vanuit de lagere panden moet pompen of vanaf nabije rivieren moet aanvoeren. Het canal du Midi heeft bijvoorbeeld een kruinpand in de bergketen montagne Noire. Het voedingskanaal rigole de la Plaine voorziet dit kruinpand van water.

### Waterpeil
Een derde criterium voor categorisatie is het niveau van het waterpeil:
- Het waterpeil van een kanaal "in ophoging" ligt hoger dan het omliggende terrein.
- Het waterpeil van een kanaal "in ingraving" ligt lager dan het omliggende terrein.

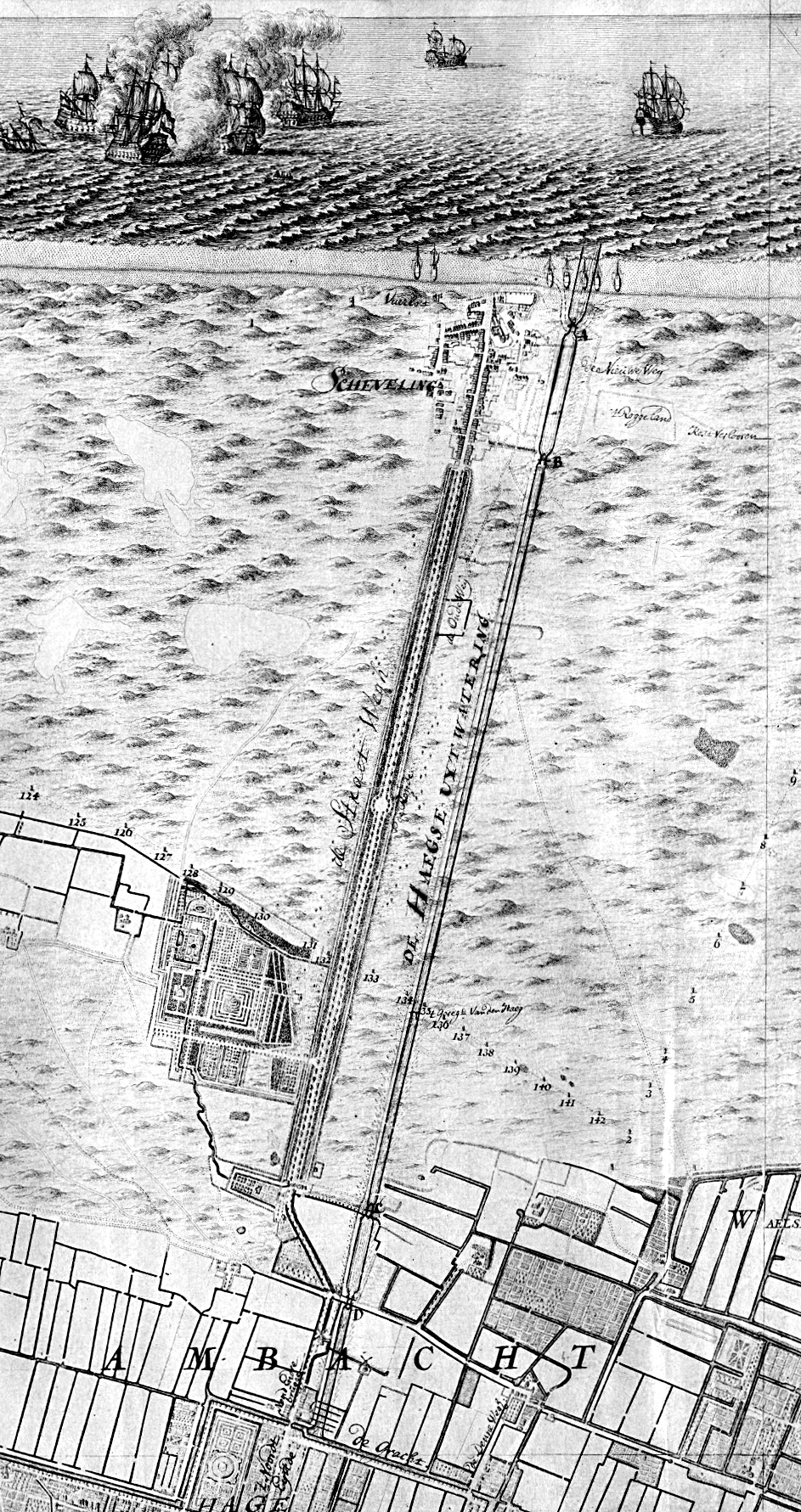
18e-eeuws plan voor een uitwateringskanaal voor Den Haag
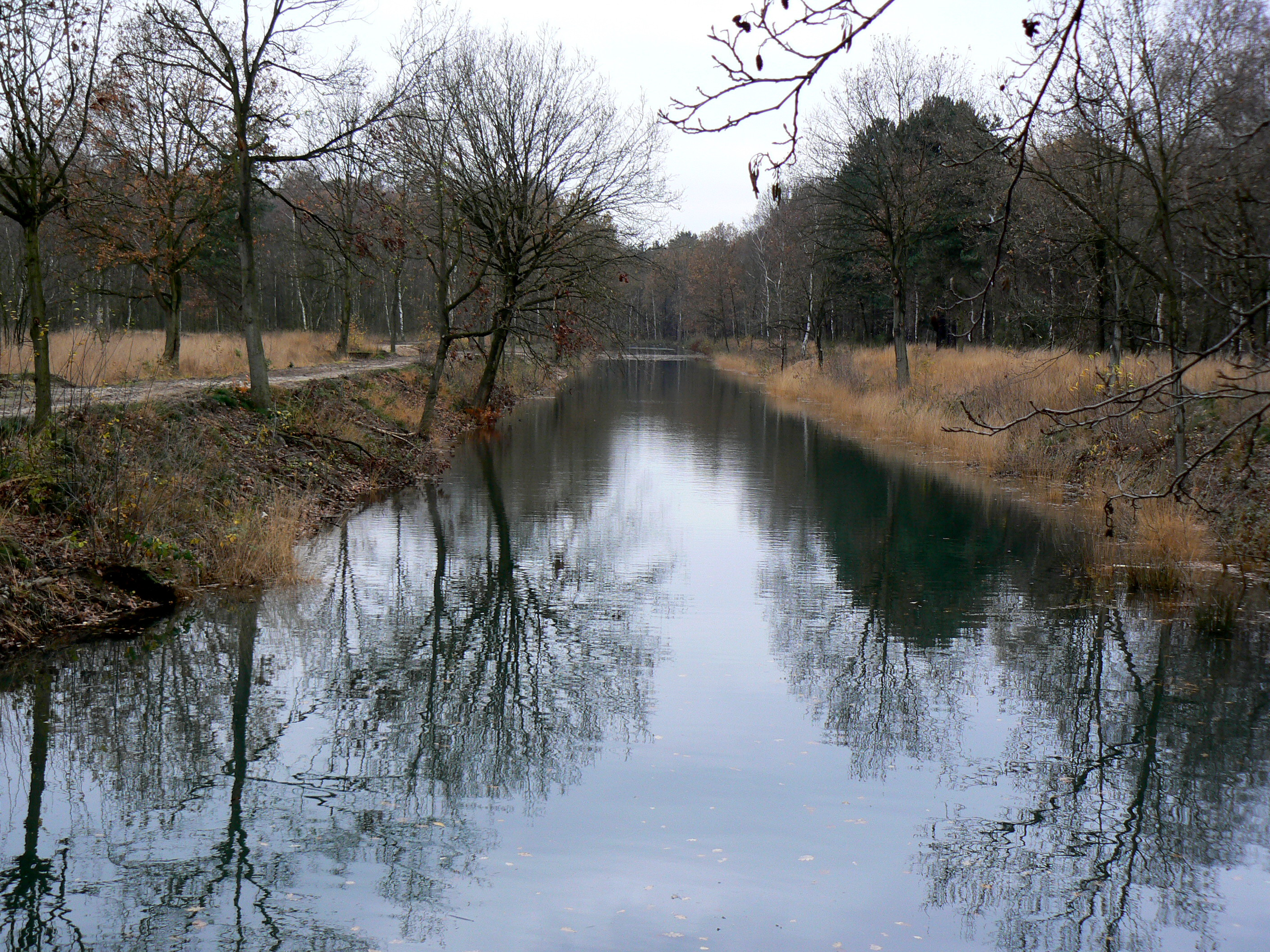
De Antitankgracht in Kapellen
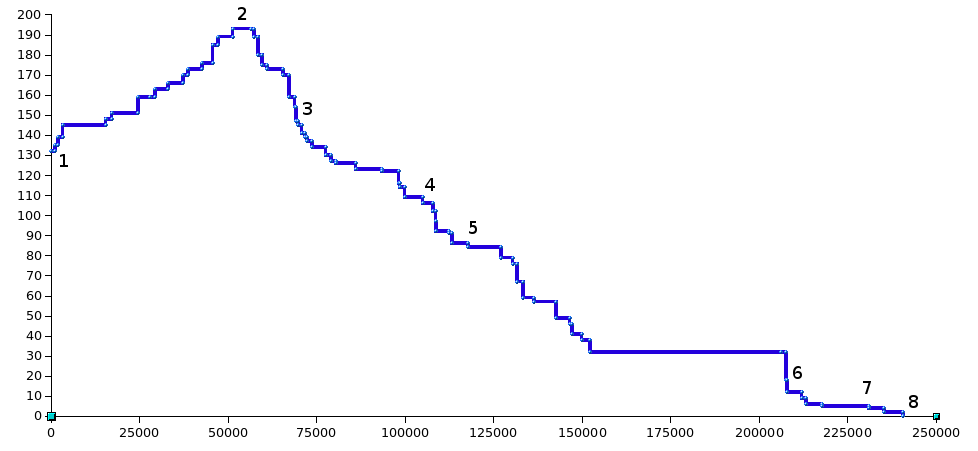
Lengteprofiel van het canal du Midi, met Toulouse links en de Middellandse Zee rechts
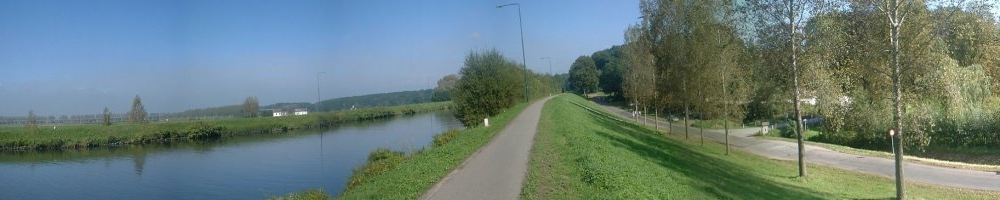
Ter hoogte van Elsloo is het Julianakanaal een "kanaal in ophoging"
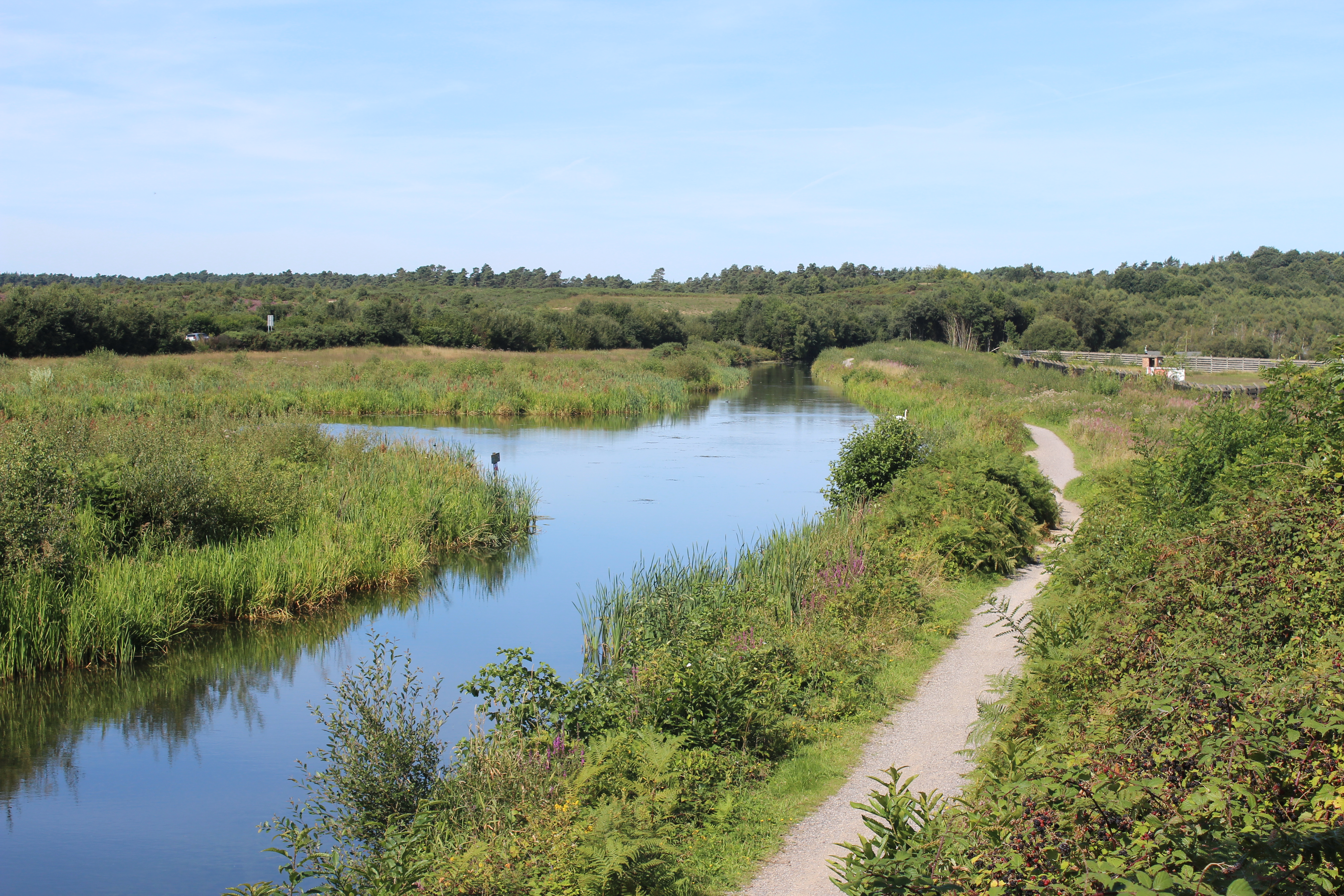
Hier is het waterpeil van het Basingstoke Canal lager dan de omliggende terrein aan de linkerzijde, maar hoger dan de omliggende terrein aan de rechterzijde

## Klasse
Bij het ontwerp of de modernisering van een kanaal wordt rekening gehouden met de toekomstige scheepvaart. Het kanaal moet groot genoeg zijn opdat de schepen elkaar veilig passeren en tegen een redelijke snelheid kunnen varen. Vuistregels hierbij zijn dat het kanaal zesmaal breder en ±1,50 m dieper moet zijn dan de schepen die er zullen varen. De indeling van kanalen naargelang van scheepstype is dan een logisch gevolg. De maatstaven voor het indelen van een vaarweg zijn de lengte, de breedte en het laadvermogen van het grootste vaartuig of duwstel dat toegelaten wordt. Sinds 1954 en 1992 zijn alle vaarwegen in Europa geklasseerd in zes hoofdmaten.

## Belangrijke kanalen per land

### België
| - Albertkanaal - Blankenbergse vaart - Boudewijnkanaal - Bourgognevaart - Centrumkanaal, met de beroemde scheepsliften - Damse Vaart of "Kanaal Brugge-Sluis" - Engelramsgeleed - Franse Vaart of "Oostelijke Afleiding van de Bovenschelde" - Garingatevliet - Grootgeleed - Grote Beverdijkvaart - Hoge Waterring - Ieperlee of "Kanaal Ieper-IJzer" - Kanaal naar Beverlo - Kanaal Blaton-Aat - Kanaal Bocholt-Herentals, vroeger "Kempens Kanaal" - Kanaal Bossuit-Kortrijk - Kanaal Briegden-Neerharen - Kanaal Brugge-Oostende - Kanaal Charleroi-Brussel, met het hellend vlak van Ronquières - Kanaal Dessel-Kwaadmechelen - Kanaal Dessel-Turnhout-Schoten of "Noord-Kempens kanaal" - Kanaal van Eeklo - Kanaal Gent-Brugge - Kanaal Gent-Terneuzen - Kanaal van Haccourt naar Wezet - Kanaal Ieper-Komen - Kanaal Leuven-Dijle - Kanaal Bergen-Condé, ondertussen vervangen en gedempt - Kanaal van Monsin - Kanaal Nieuwpoort-Duinkerke of "Veurnevaart" - Kanaal Nimy-Blaton-Péronnes - Kanaal Plassendale-Nieuwpoort - Kanaal Pommerœul-Antoing - Kanaal Pommerœul-Condé - Kanaal Roeselare-Leie - Kanaal van Ternaaien | - Ketelvest of "Ketelvaart" - Kolme of "Bergenvaart" - Koolhofvaart - Langeleed - Lekevaart - Leopoldkanaal - Lieve - Linie van Cantelmo - Linie van Fontaine of "Isabellavaart" - Lisseweegs Vaartje - Lovaart - Maleleie - Moerdijkvaart - Moervaart - Napoleon de Pauwvertakking - Netekanaal - Nieuwe Watergang - Noordede - Oude A-vaart - Ourthekanaal, met het Kanaal van Bernistap - Parmavaart - Proosdijkvaart - Reigersvliet - Ringvaart (Brugge) - Ringvaart (Gent) - Schelde-Rijnkanaal - Schipdonkkanaal of "Afleidingskanaal van de Leie" - Spermaliegeleed - Spierekanaal - Steengracht - Verbindingskanaal (Gent) - Visserijvaart - Vladslovaart - Zeekanaal Brussel-Schelde of "Kanaal van Willebroek" - Zuidervaartje - Zuid-Willemsvaart - Zwinnevaart of "Eienbroekvaart" |

### Nederland
| - Aarkanaal - Amertak - Amsterdam-Rijnkanaal - Apeldoorns Kanaal - Beatrixkanaal - Boterdiep - Calandkanaal - Damsterdiep (kanaal) - Diezekanaal - Drentsche Hoofdvaart - Doorslag - Eemskanaal - Eindhovens Kanaal - Gouwekanaal | - Haarlemmertrekvaart - Hoogeveense Vaart - Hilversums Kanaal - Isabellakanaal - Julianakanaal - Kanaal van Gent naar Terneuzen - Kanaal Alkmaar (Omval)-Kolhorn - Kanaal Almelo-Nordhorn - Kanaal Stolpen-Kolhorn - Kanaal Wessem-Nederweert - Kanaal door Walcheren - Kanaal door Voorne - Kanaal door Zuid-Beveland - Kanaal van St. Andries - Keulse Vaart | - Lateraalkanaal - Leidse trekvaart - Lekkanaal - Maas-Waalkanaal - Markkanaal - Mark-Vlietkanaal - Merwedekanaal - Nieuwe Waterweg - Noorderkanaal - Noordervaart - Noordhollandsch Kanaal - Noordzeekanaal met zijkanalen - Noord-Willemskanaal - Overijsselse Kanalen | - Prinses Margrietkanaal - Ringvaart van de Haarlemmermeerpolder - Rijn-Schiekanaal - Schelde-Rijnkanaal - Schie - Schie-Schiekanaal - Stadskanaal - Twentekanaal - Van Harinxmakanaal - Van Starkenborghkanaal - Vaartsche Rijn - Valleikanaal - Wilhelminakanaal - Winschoterdiep | - Zuid-Willemsvaart |

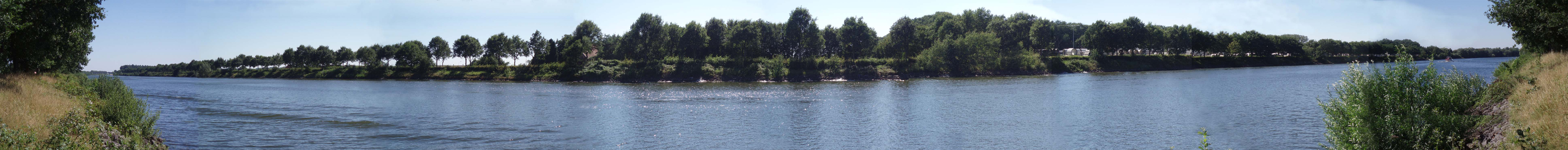
Maas-Waalkanaal, gezien vanuit Malden

### Duitsland

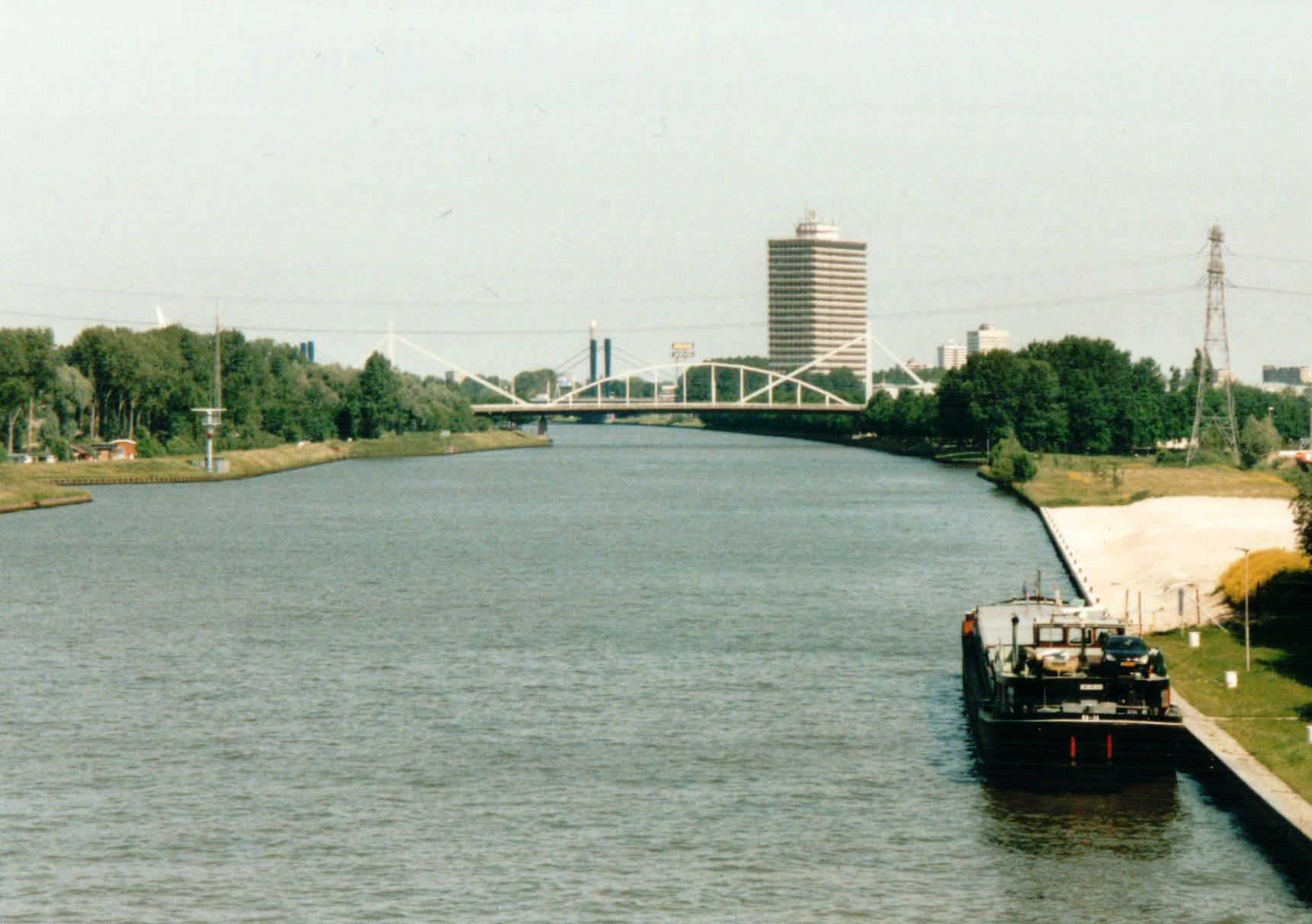
Amsterdam-Rijnkanaal vanaf de Nieuwegeinse Brug

| - Datteln-Hammkanaal - Dortmund-Eemskanaal - Elbe-Havelkanaal - Elbe-Seitenkanal - Finowkanaal - Havelkanal | - Kanaal Almelo-Nordhorn - Küstenkanal - Mittellandkanal - Noord-Oostzeekanaal - Rijn-Donaukanaal | - Oder-Havel-Kanal - Regnitz-Altmühlkanal - Rijn-Hernekanaal - Wesel-Dattelnkanaal |

### Frankrijk
| - Canal de l'Aisne à la Marne (Aisne-Marnekanaal) - Canal latéral à l'Aisne (Kanaal langs de Aisne) - Bourgondisch Kanaal (Canal de Bourgogne) - Broekburgvaart (Canal de Bourbourg) - Canal du Centre (Frankrijk) (Centrumkanaal) - Deule-kanaal - Canal de l'Est (noordelijke en zuidelijke tak) - Canal de Garonne (Canal latéral à la Garonne, Kanaal langs de Garonne) - Havendijk (Canal de Bergues) - Canal d’Ille-et-Rance (Ille en Rancekanaal) - Kolme-kanaal (Bergenvaart; Frans: Canal de la Colme) - Canal latéral à la Loire (Kanaal langs de Loire) | - Canal latéral à la Marne (Kanaal langs de Marne) - Marne-Rijnkanaal (Canal de la Marne au Rhin) - Canal du Midi (Kanaal van het Zuiden) - Nieuwegracht (Nieuwedijk; Frans: Canal de Neufossé) - Kanaal Nieuwpoort-Duinkerke (Veurnevaart) - Canal du Nivernais - Canal du Nord (Kanaal van het Noorden) - Canal latéral à l'Oise (Kanaal langs de Oise) - Canal de l'Ourcq (Kanaal van de Ourcq) - Canal Saint-Denis - Kanaal van Saint-Quentin (Canal de Saint-Quentin) - Sommekanaal (Canal de la Somme) - Grand Canal d'Alsace |

### Rusland
- Moskoukanaal
- Witte Zee-Oostzeekanaal
- Wolga-Donkanaal

### Verenigd Koninkrijk
| - Basingstoke Canal - Brecon and Abergavenny Canal - Bridgewater Canal - Bridgewater and Taunton Canal - Caldon Canal - Caledonian Canal - Chesterfield Canal - Coventry Canal - Forth and Clyde Canal | - Gloucester and Sharpness Canal - Grand Union Canal - Huddersfield Narrow Canal - Kennet and Avon Canal - Lancaster Canal - Leeds and Liverpool Canal - Llangollen Canal - Macclesfield Canal - Manchester Ship Canal | - Oxford Canal - Peak Forest Canal - Regent's Canal - Shropshire Union Canal - Staffordshire and Worcestershire Canal - Stratford-upon-Avon Canal - Trent and Mersey Canal - Union Canal - Worcester and Birmingham Canal |

### Rest van de wereld
- Panamakanaal (Panama)
- Canal Grande (Venetië)
- Suezkanaal (Egypte)
- Kanaal van Korinthe (Griekenland)
- Donau-Zwarte Zeekanaal (Roemenië)